# Junius Richard Jayewardene
Junius Richard Jayewardene, dit J. R. (en singhalais : ජුනියස් රිචඩ් ජයවර්ධන et en tamoul : ஜூனியஸ் ரிச்சட் ஜயவர்தனா), né le 17 septembre 1906 à Colombo où il est mort le 1er novembre 1996, est un homme d'État sri-lankais, deuxième président de la République de 1978 à 1989 et Premier ministre de 1977 à 1978.
Chef du mouvement nationaliste de Ceylan, il occupe plusieurs positions ministérielles dans les décennies suivant l'indépendance. Membre de longue date du Parti national uni, il dirige le parti lors de l'éclatante victoire aux législatives de 1977. Servant comme premier ministre pendant une demi année, il devient le premier président officiel après l'adoption de la Constitution du Sri Lanka,
Figure controversée de l'histoire srilankaise, il ouvre l'économie srilankaise en 1978 ce qui sort le pays du marasme. Cependant, ses actions en réponse aux émeutes du Juillet noir de 1983 ont été accusées d'avoir attisé les évènements conduisant au début de la guerre civile.

## Biographie

### Jeunesse

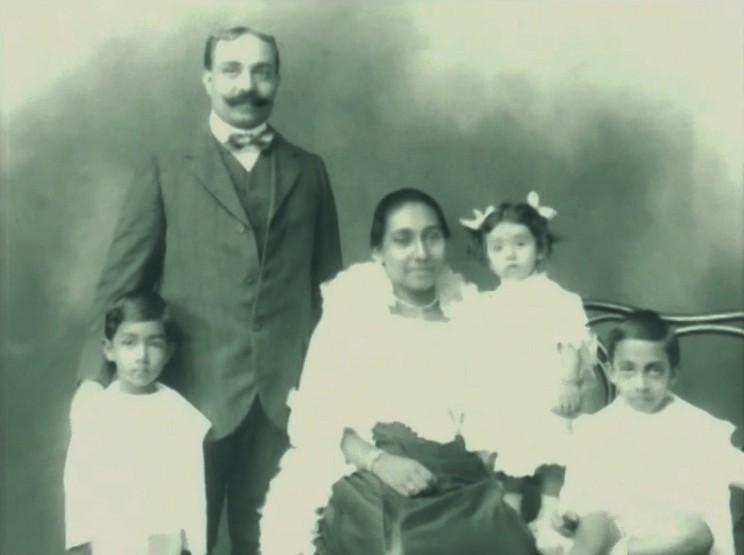
J. R. avec ses parents et frères et sœurs.

Né à Colombo dans la notable famille Jayewardene (en), J. R. est le plus vieux d'une famille de douze enfants. Son père est l'avocat et juge Eugene Wilfred Jayewardene (en) et sa mère est Agnes Helen Don Philip Wijewardena, fille du marchand de bois et Muhandiram (en) Tudugalage Don Philip Wijewardena. Ses frères inclus l'avocat Hector Wilfred Jayewardene (en) et le Dr Rolly Jayewardene (en). Son oncle est le colonel T. G. Jayewardene (en), le juge J. A. St. Valentine Jayerwardene (en) et le propriétaire de médias D. R. Wijewardena.

### Éducation
Recevant une éducation primaire au Bishop's College (en) de Colombo, Jayewardene entre au Royal College (en) pour son éducation secondaire. Au collège, il excelle dans les sports dont au cricket, participant aux série Royal–Thomian (en) en 1925, au rugby en tant que capitaine de l'équipe lors du tournoi annuel Royal-Trinity Encounter de 1924 (plus tard Bradby Shield Encounter (en)), ainsi qu'au football,.
Suivant la tradition familiale, Jayewardene entre au University College (en) en 1926 pour suivre une formation d'avocat. Il fréquente ensuite le Ceylon Law College (en) en 1928. Sur place, il fonde avec Solomon Bandaranaike l'union étudiante en se basant sur la Oxford Union Society. En 1929, il remporte la Hector Jayewardene Gold Medal et la Walter Pereira Prize. Durant cette période, il travaille dans le cabinet d'avocat de son père en tant que secrétaire privé et plus tard lorsque ce dernier est nommé juge à la Cour suprême en juillet 1929. En 1931, il passe ses examens d'avocat et débute une pratique en tant que membre de l'Unofficial Bar (en).

### Mariage
Jayewardene marie Elina Jayewardene (en) le 28 février 1935, fille unique de Nancy Margaret Suriyabandara et Gilbert Leonard Rupasinghe. Le fils unique du couple, Ravi Jayewardene, naît l'année suivante. Initialement installé dans une maison nommée Vaijantha (en), la famille déménage dans une nouvelle maison nommée Braemar (en),.

### Début en politique

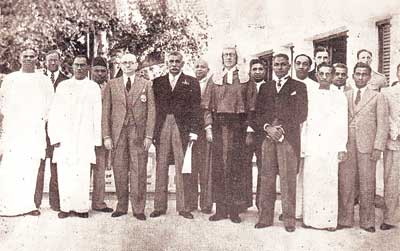
Le premier cabinet des ministres de Ceylan

Ayant un intérêt pour la politique nationale et développant des opinions nationalistes pendant ses années d'études, Jayewardene se converti de l'anglicanisme au bouddhisme et adopte les tenues traditionnelles,,,.
Malgré ses étudies, il ne pratique pas le droit pendant une longue période. En 1943, il quitte le droit pour devenir activiste au sein du Ceylon National Congress (en) (CNC) qui permet au mouvement nationaliste ceylanais d'avoir une plateforme pour ses revendications. En 1939, il devient secrétaire du mouvement et partage la charge avec Dudley Senanayake. L'année suivante en 1940, il est élu au conseil municipal de Colombo (en) et représente le district de New Bazaar.

#### Conseil d'État
Élu au Conseil d'État de Ceylan à la suite d'une élection partielle pour le district de Kelaniya en 1943, il remplace le député démissionnaire D. B. Jayatilaka. Sa victoire est résultante d'une campagne anti-chrétienne contre son opposant nationaliste E. W. Perera. Pendant la Seconde Guerre mondiale, Jayewardene et d'autres nationalistes contactent les Japonais afin d'entamer une rébellion permettant de chasser les Britanniques de l'île. En 1944, il propose une motion au 
Conseil d'État afin de remplacer l'anglais par le singhalais en tant que langue officielle.

### Premier ministre des Finances de Ceylan
Après avoir joint les rangs du Parti national uni et contribué à sa fondation en 1946, il est réélu dans Kelaniya lors des législatives de 1947. Il est rapidement nommé ministre des Finances dans le cabinet de D. S. Senanayake. Initiant des réformes suivant l'indépendance, il contribue à la mise sur pied de la Banque centrale de Ceylan avec l'aide de l'économiste américain John Exter. En 1951, il fait partie d'un comité dirigé par Edwin Wijeyeratne (en) et chargé de choisir un hymne national. L'année suivante, il est élu président de l'organisme Control for Cricket (en) de Ceylan. Jayewardene joue aussi un rôle majeur dans la réintroduction du Japon dans la communauté mondiale avec la signature du Traité de San Francisco, lors de la conférence de San Francisco. Ayant de la difficulté à équilibrer le budget en raison des dépenses publiques en fortes croissances, il est tout de même réélu en 1952 et conserve la gestion de ce ministère.

### Ministre de l'Agriculture et de l'Alimentation
En 1953, sa proposition de couper l'aide accordée à plusieurs personnes en dépendant pour survivre provoque les évènements nommée Hartal (en). Suivant la démission du premier ministre Dudley Senanayake, son remplaçant John Kotelawala maintien Jayewardene au cabinet, mais au portefeuille de l'Agriculture et de l'Alimentation et leader de la chambre (en).

### Défaite et opposition
Kotelawala déclenchant des élections au début 1956, il subit une défaite avec son Parti national uni (UNP) face aux socialistes et à la coalition nationaliste dirigée par le Parti de la liberté du Sri Lanka de Solomon Bandaranaike. Défait dans sa circonscription de Kelaniya par R. G. Senanayake (en). Ce dernier s'était présenté dans Kelaniya, mais également dans la circonscription dans sa propre circonscription de Dambadeniya, à la suite de son obligation de quitter le parti.
Perdant son siège au parlement, Jayewardene milite pour que le parti prenne une voie nationaliste et soutienne le Sinhala Only Act. Lorsque Bandaranaike approuve une entente pour régler les problématiques avec les minorité contre la loi avec S. J. V. Chelvanayakam en 1957, Jayawardene mène la marche sur Kandy contre l'entente, mais est stoppé à Imbulgoda par S. D. Bandaranayake (en). Au même moment, le journal Siyarata, organe de presse officiel de l'UNP, publiait plusieurs articles anti-tamouls, incluant des poèmes et des appels aux meurtres. Durant les années 1960, une mésentente avec le chef du parti Dudley Senananyake survient, alors que Jayewardene croyait que le parti devrait prendre la voie ethnique même si cela entraînerait la perte du soutien des minorités ethniques.

### Ministre des Finances
Jayewardene devient vice-président et organisateur en chef de l'UNP et remporte l'élection législative de mars 1960. Élu dans Kenlaniya, il est à nouveau nommé ministre des Finances. Cependant, le gouvernement demeure en poste seulement trois mois et perd l'élection de juillet 1960 face à la veuve de Bandaranaike, Sirimavo. Jayewardene demeure au parlement et siège dans l'opposition et représente la circonscription de Colombo South (en).

### Ministre d'État

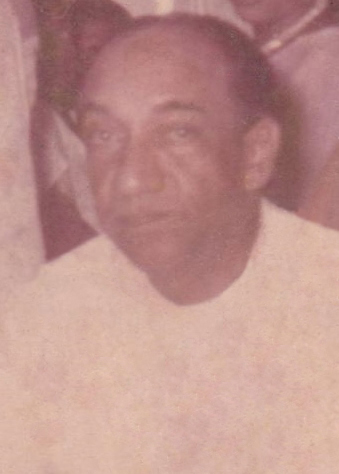
J. R. Jayewardene dans les années 1970.

L'UNP remporte l'élection de 11965 et forme un gouvernement de coalition avec le Sri Lanka Freedom Socialist (en) (SLFP) de C. P. de Silva (en). Jayewardene est réélu sans opposition dans Colombo South et est nommé whip en chef du gouvernement. Il entre ensuite au cabinet de Senanayake au poste de ministre d'État et de secrétaire parlementaire du ministre de la Défense et des Affaires étrangères, ainsi que de facto vice-Premier ministre. Jusqu'alors, aucune gouvernement n'avait envisagé le développement de l'industrie touristique avant que Jayewardene hérite de cette compétence. Voyant en le tourisme une grande industrie permettant d'obtenir des devises étrangères, ainsi que l'arrivée de plusieurs travailleurs étrangers et d'obtenir des emplois de hauts niveaux. Dans ce domaine, il contribue à l'adoption du Ceylon Tourist Board Act No 10 of 1966 et ensuite du Ceylon Hotels Corporation Act No 14 of 1966 (en),.

### Chef de l'opposition
Subissant une défaite majeure en 1970, l'UNP voit sa coalition avec le SLFP se rompre avec l'alliance de ce dernier avec sa gauche. La nouvelle coalition remportant alors les 2/3 des sièges au parlement, Jayewardene est néanmoins réélu et devient chef de l'opposition lorsque Senanayake tombe malade et meurt en 1973. Bien qu'il soit dans l'opposition, il donne son soutien au gouvernement lors de la révolte ceylanaise de 1971 malgré son arrestation par la police durant ces évènements. En 1972, il estime que l'adoption de la constitution républicaine serait dommageable pour l'économie du pays à long terme. Celle-ci comprenait la mise en place d'une économie plus planifiée avec de nombreuses nationalisations d'entreprises et de terres. En 1976, il démissionne de son siège au parlement afin de protester contre la prolongation du gouvernement de la durée du mandat de deux ans supplémentaires, à la faveur de sa majorité parlementaire, l'établissant alors à six ans.

### Premier ministre

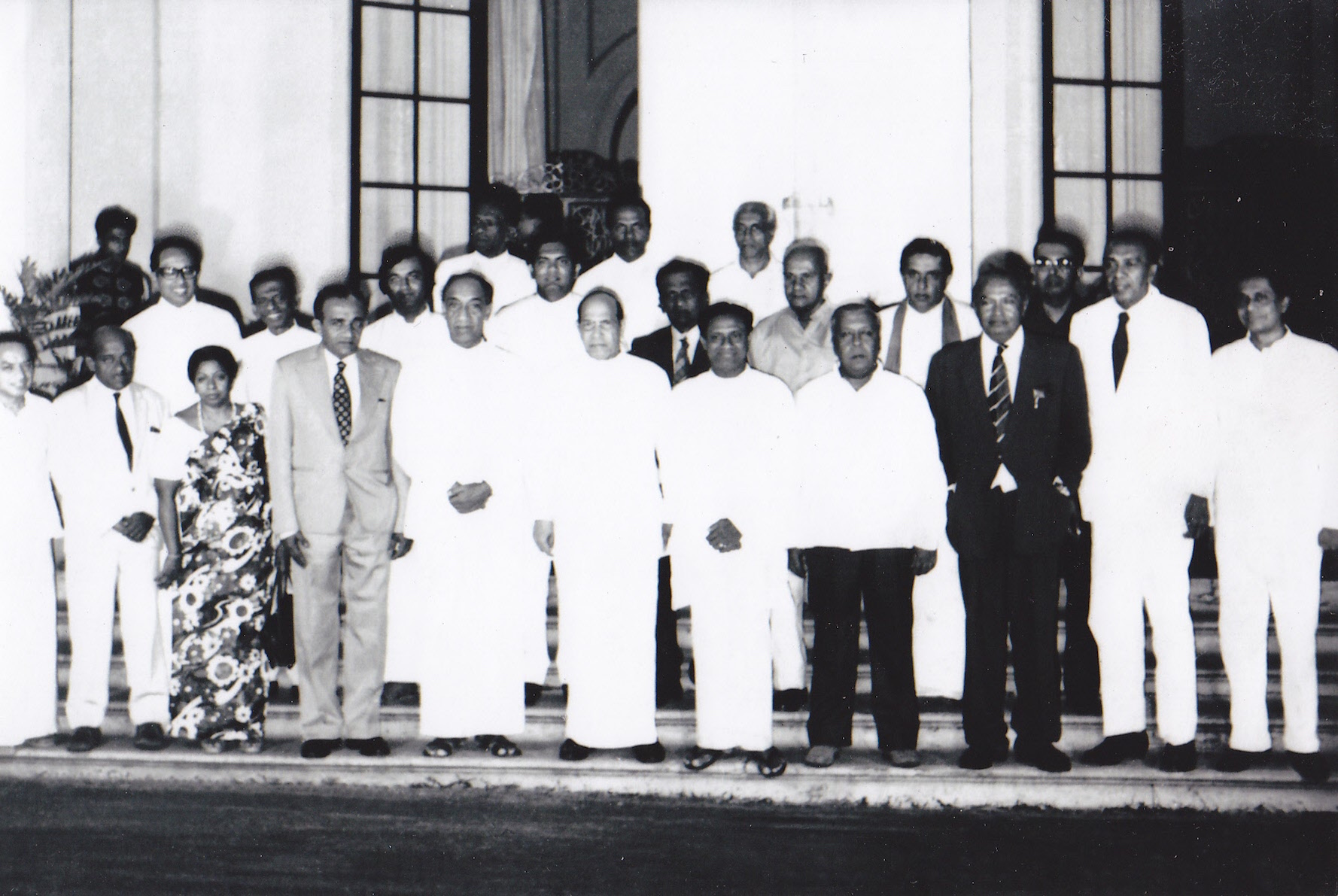
Le président William Gopallawa et le premier ministre J.R. Jayewardene avec le cabinet des ministres après l'assermentation en 1977.

Profitant de la colère croissante contre le gouvernement mené par le SLFP, Jayewardene conduit l'UNP à une victoire électorale décisive lors des législatives de 1977. L'UNP remporte alors cinq sixièmes des sièges au parlement. Élu dans la circonscription de Colombo West (en), Jayewardene devient premier ministre et est appelé à former un nouveau gouvernement (en).

### Président de la république
Peu après sa nomination comme premier ministre, il ammende la Constitution srilankaise de 1972 (en) afin de faire de la fonction présidentielle un poste exécutif. L'amendement le nomme automatiquement président et il prête serment le 4 février 1978. Une nouvelle constitution entre est votée le 31 août 1978 et entre en vigueur le 7 septembre. Il décide alors de transférer la capitale de Colombo à Sri Jayawardenapura Kotte. Simultanément, la candidate présidentielle Sirimavo Bandaranaike est privée de ses droits civiques et interdite de se présenter au élection pendant six ans en raison de sa décision de prolonger son mandat. Se faisant, le SLFP n'est pas en mesure de présenter un candidat suffisamment fort contre Jayewardene lors de la présidentielle de 1982. En 1983, il tient un référendum afin d'annuler les élections législatives de 1983 et permettant alors au parlement élu en 1977 de poursuivre son travail jusqu'en 1989. Il contribue aussi à l'adoption d'un amendement interdissant l'accès au Parlement à tout député soutenant le séparatisme, dont sa principale opposition en le Tamil United Liberation Front.

#### Économie
Sa gestion entraine un bouleversement en matière économique par rapport aux politiques précédentes qui avait conduits à une période de stagnation. Il ouvre alors l'économie sous contrôle de l'État vers une économie dictée par les forces du marché.
Il lance aussi un large programme de développements de projets d'infrastructure, ainsi qu'un programme de développement immobilier pour répondre à la pénurie. Le Mahaweli Development programme (en) permet aussi la construction de nouveaux réservoir et de grands projets hydroélectriques tels que Kotmale (en), Victoria (en), Randenigala (en), Rantembe (en) et Ulhitiya. Plusieurs canaux d'irrigations sont également construit afin d'alimenter les zones arides.

#### Conservation
Son administration initie l'établissement de plusieurs zones de préservation entre autres par l'arrêt de l'exploitation forestière dans les forêts humides comme la réserve forestière de Sinharâja qui devient réserve mondiale de biosphère en 1978 et Patrimoine mondial en 1988}.

#### Militantisme tamoul et guerre civile
Jayewardene travaille ardemment à réduire l'activité croissante du mouvement tamoul srilankais qui s'activait depuis le milieu des années 1970. Il promulgue le loi de prévention contre le terrorisme (Prevention of Terrorism Act (en)) en 1978 qui permet de donner à la police des pouvoirs d'arrestation et de détention. Après le massacre anti-tamouls de 1977, le gouvernement fait une concession aux Tamouls en levant la politique de standardisation pour l'admission à l'université et qui avait encouragé plusieurs jeunes tamouls a devenir militants. De l'aveu de plusieurs activistes tamouls, la concession survient trop tard et les attaques se poursuivent telle que l'embuscade Four Four Bravo (en) pendant le Juillet noir. Le pays entre en guerre civile contre le LTTE et Jayewardene fait appel à la société britannique de mercenariat KMS pour l'aider à éliminer les rebelles. Le gouvernement lance également une vaste opération nommée Libération (en) afin d'éliminer les têtes dirigeants du LTTE. Néanmoins, des pressions faites par le premier ministre indien Rajiv Gandhi après l'opération Poomalai (en) le force a négocier et l'Accord Indo-Sri Lanka (en) qui entraîne une dévolution du pouvoir vers les régions dominées par les Tamouls, une force indienne de maintien de la paix et la démobilisation de la LTTE.
Cependant, la LTTE rejette l'accord puisqu'il ne procédait pas à la création d'un État autonome. Le conseil provincial suggéré par l'Inde ne permettait pas le contrôle des revenus, de la police et d'assurer le contrôle dans les établissements cingalais situé dans les provinces tamoules. Les Cingalais nationalistes sont également contre l'accord qu'ils voit comme un double outrage à la fois en raison de la révolution, mais également de la présence de troupes étrangères sur le sol srilankais. Une tentative d'assassinat contre Jayewardene survient en 1987 et le soulèvement d'une révolte par le parti de gauche Janatha Vimukthi Peramuna est réprimée par le gouvernement en 1989.

#### Politique étrangère

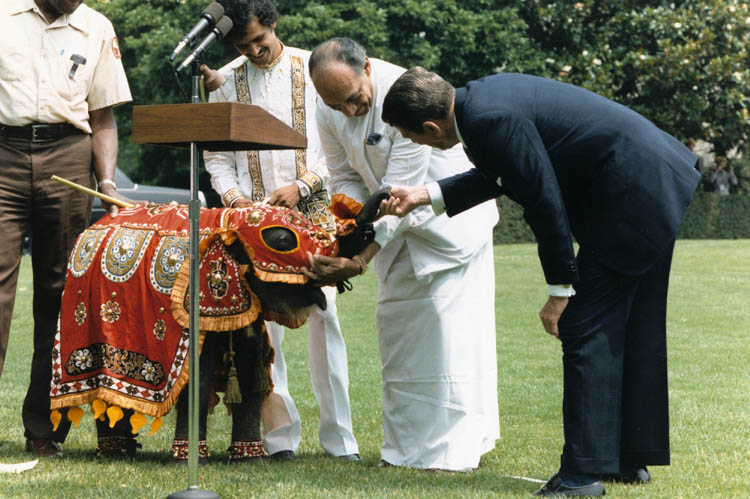
Jayewardene présente un éléphanteau au président américain Ronald Reagan et au peuple américain en 1984.

En contraste avec sa prédécesseuse, Sirimavo Bandaranaike, la politique étrangère de Jayewardena s'aligne sur la politique américaine, lui valant le surnom de Yankie Dickie, malgré la volonté de l'Inde. Avant son accession à la présidence, le Sri Lanka était favorables à l'influence de sa voisine, mais le mandat de Jayewardena amène des restrictions aux entreprises indiennes face aux entreprises américaines.
Jayewardena accueille la reine Elisabeth II lors d'une visite de la souveraine au Sri Lanka en octobre 1981.
En 1984, Jayewardena face une visite d'État aux États-Unis en 1984 et devient alors le premier présidents srilankais a y être invité.

### Après la présidence
Quittant ses fonctions au terme de son second mandat en 1989, alors qu'il est âgé de 82 ans son successeur, Ranasinghe Premadasa, arrive en fonction en janvier 1989. Jayewardena ne tente pas un retour en politique à la suite de l'assassinat de Premadasa en 1993.

### Mort
Jayewardena meurt d'un cancer du colon en novembre 1996 à l'âge de 90 ans à l'hôpital de Colombo,.

## Héritage

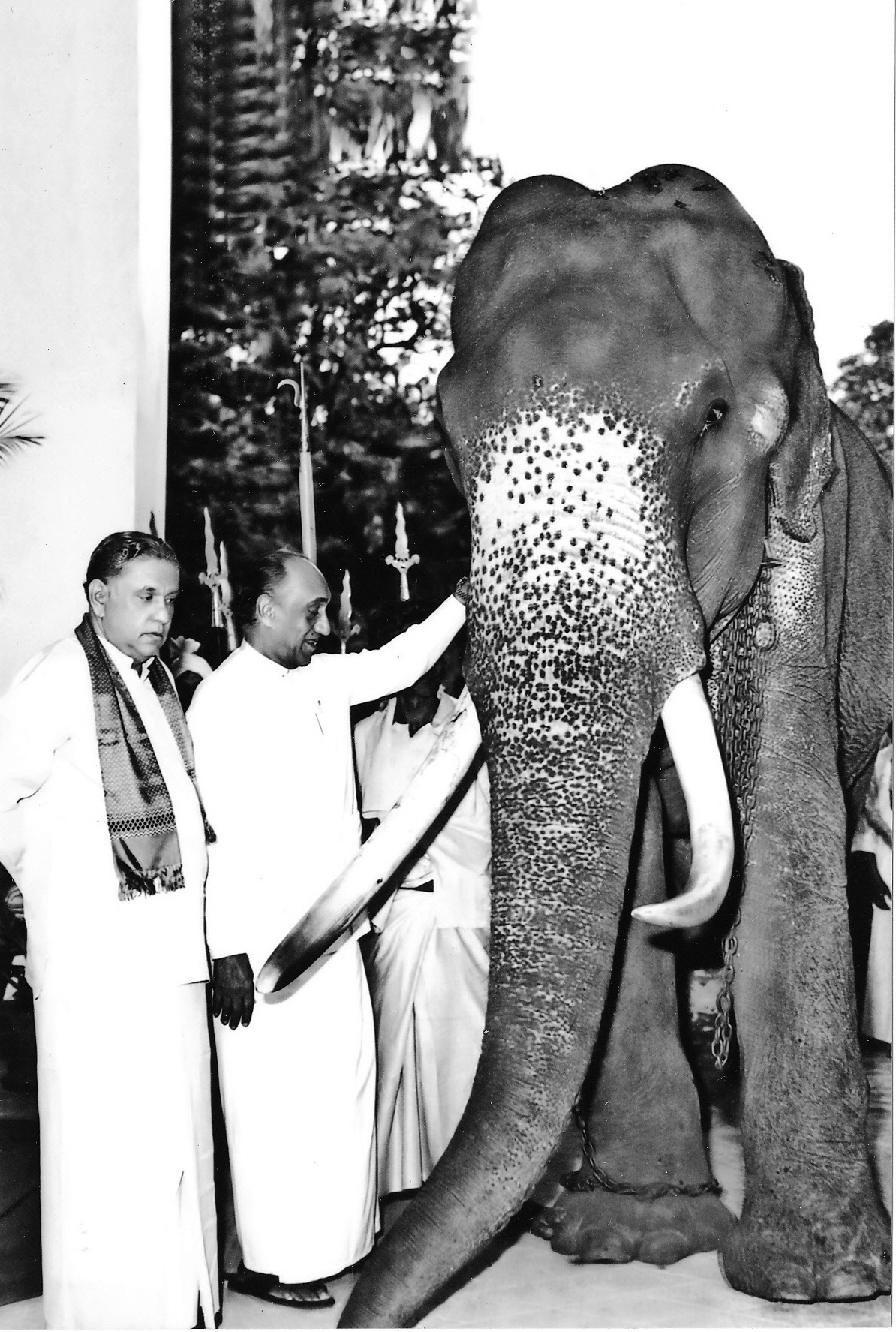
Président J. R. Jayewardene et Diyawadana Nilame Dr. Nissanka Wijeyeratne avec

Sur le plan économique, l'action de Jayewardena est définitivement positive. Ses politiques économiques sont généralement considérées comme ayant sauvé le Sri Lanka de la ruine économique. Durant la trentaine d'années suivant l'indépendance, le Sri Lanka faisait face à une faible croissance et un haut taux de chômage. En ouvrant le pays aux investissements étrangers, en abandonnant le contrôle des prix et en promouvant l'entreprise privée, les politiques économiques de Jayewardena permette au Sri Lanka de connaître une bonne croissance économique malgré le contexte de guerre civile. William K. Steven du The New York Times décrit la situation en ces termes : « On attribue aux politiques économiques du président Jayawardene la transformation d'une économie de rareté en une économie d'abondance. »,.
Sur le plan ethnique, l'héritage de Jayewardena est plus divisif. Bien que des tensions étaient présentes entre les groupes ethniques, celles-ci se détériorent fortement durant son administration,. Le président Jayewardene considérait les divergences entre les Cingalais et les Tamouls comme étant un « fossé infranchissable ». Lors d'un entretien avec le Daily Telegraph en juillet 1983, il déclare en réponse au sentiment anti-tamouls de la nation cingalaise à ce moment : « Vraiment, si je fais mourir de faim les Tamouls, le peuple cinghalais sera heureux »,,, ,.
Grandement respecté au Japon pour son appel à la paix et à la réconciliation lors de la Conférence de San Francisco en 1951, une statue de Jayewardene est érigée au Kōtoku-in de la préfecture de Kanagawa.

### J.R. Jayewardene Centre
En 1988, le Centre J. R. Jayewardene (en) est établie par la J.R. Jayewardene Centre Act No. 77 of 1988 dans sa maison de jeunesse à Colombo. L'établissement conserve les archives composées de la bibliothèque personnelle, des notes et des cadeaux du président J.R. Jayewardene.